# Zahedan
Zahedan (persisch زاهدان, DMG Zāhedān, ‚die Einsiedler‘, auch: ,Ort von Einsiedlern‘) ist die Hauptstadt der iranischen Provinz Sistan und Belutschistan.

## Geografie
Zahedan liegt zwischen den Bergen Malek Siyah, Mirjaveh und Taftan, was ein angenehmes Klima zur Folge hat. Die Stadt hat über 672.000 Einwohner (2016). Die Mehrheit ihrer Einwohner sind Belutschen. Die Stadt liegt auf einer Höhe von 1352 m und ist 1600 km von der iranischen Hauptstadt Teheran entfernt.

## Geschichte
Der historische Name der Stadt lautete in belutschischer Sprache Doz-Āp (دزآپ, ‚Wasserdieb‘) und persisch دزدآب, DMG Dozd-Āb mit derselben Bedeutung. Unter der Regentschaft von Reza Schah wurde die Stadt 1936 in Zahedan umbenannt.
Die Bevölkerung versechsfachte sich innerhalb von 25 Jahren auf 590.000 im Jahr 2001, weil hierher viele Belutschen aus Afghanistan vor dem afghanischen Bürgerkrieg und der sowjetischen Intervention und der anschließenden Talibanherrschaft flüchteten.
Am 14. Februar 2007 kamen hier 18 Revolutionswächter durch eine Autobombe ums Leben. Zu dem Anschlag bekannte sich die Dschundollah („Armee Gottes“), eine sunnitische Gruppe in Belutschistan. In den Folgejahren kam es zu weiteren schweren Anschlägen auf die Revolutionswächter, darunter ein Selbstmordanschlag am 28. Mai 2009 in der schiitischen Amir-al-Momineen-Moschee mit 30 Toten und 60 Verletzten und ein Selbstmordanschlag auf die ebenfalls schiitische Jamia-Moschee am 15. Juli 2010 mit mindestens 27 Toten und 270 Verletzten, zu denen sich jeweils die Dschundollah bekannte, die den zweiten Anschlag als Rache für die Hinrichtung von Abdolmalek Rigi darstellte und gezielt mit einer zweiten Bombe die Helfer attackierte.
Jahre später kam es zu Anschlägen im Umfeld der Stadt durch die Nachfolgeorganisation Jaish ul-Adl, wobei der bislang schwerste am 13. Februar 2019 mit 28 Toten und 13 Verletzten stattfand. Der Angreifer verübte einen Selbstmordanschlag auf einen Bus der Revolutionsgarde mit einer Autobombe an der Straße von Zahedan nach Kash.
Während der Proteste infolge des Todes von Mahsa Amini starben am 30. September 2022 mindestens 63 Menschen in Zahedan, nachdem Demonstranten versucht hatten, drei Polizeistationen zu erstürmen.

## Verkehr
Die wirtschaftliche Bedeutung von Zahedan geht auf einen alten Karawanenweg zurück, der Iran mit Belutschistan und dem Punjab verbindet.

### Bahnstrecke Qom-Zahedan-Quetta
Die Anlage einer Bahnstrecke auf dieser Route erstreckte sich über mehr als hundert Jahre. Ab 1905 wurde von Quetta in Britisch-Indien aus eine Bahnstrecke nach Westen gebaut, die 1922 Duzdap erreichte, das heutige Zahedan. Als die strategische Bedeutung dieser Bahnstrecke Quetta-Zahedan nachließ, wurden 1931 die 221 Kilometer von Nok Kundi bis Duzdap stillgelegt und demontiert. Im Zweiten Weltkrieg wurde Iran Transitland für westliche Militärhilfen an die Sowjetunion, und  die Strecke bis Duzdap wurde wiederhergestellt und 1940 wiedereröffnet. Erst nach dem Krieg wurde das iranische Eisenbahnnetz in seinen Grundzügen erstellt und nach der Islamischen Revolution der Ausbau noch beschleunigt. 2009 wurde von Bam aus Zahedan erreicht. Seit dem 17. Juni 2009 ist der Netzzusammenhang hergestellt, aber mit gebrochenem Verkehr; die im iranischen Eisenbahnnetz übliche Normalspur von 1435 mm stößt nun in Zahedan auf die indische Breitspur von 1676 mm.

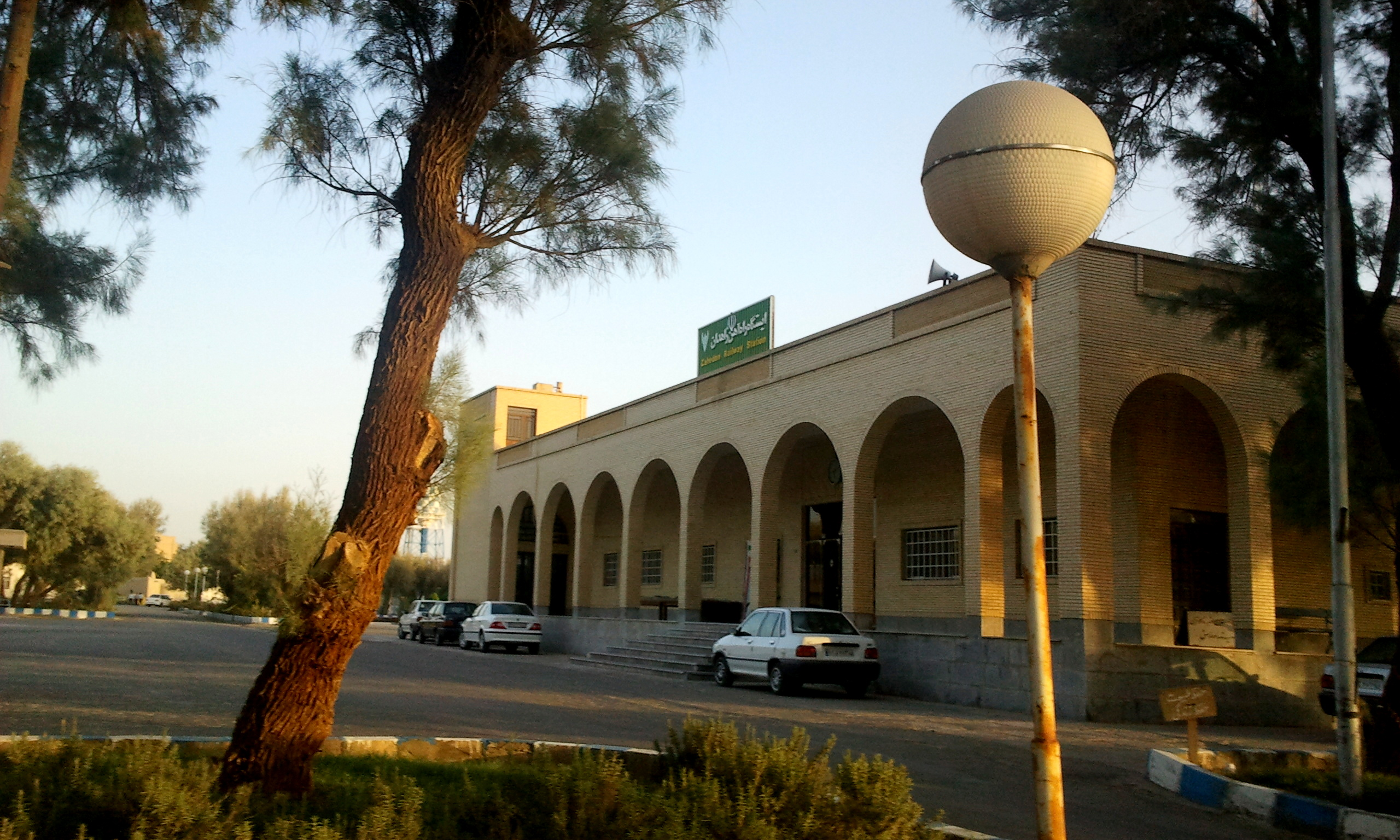
Empfangsgebäude des Bahnhofs Zahedan

Der Übergangsbahnhof ist aus dem Endbahnhof der pakistanischen Strecke hervorgegangen. Von einem Gleisdreieck am östlichen Stadtrand führt eine zweigleisige Strecke zum Bahnhof, die aus zwei eingleisigen Strecken besteht, das nördliche Gleis in Breitspur, das südliche in Normalspur. Im Personenbahnhof liegt am Hausbahnsteig ein Dreischienengleis, der zusätzliche Inselbahnsteig hat nur Normalspurgleise. Die Verbindung Teheran–Zahedan wird von einem Zugpaar täglich bedient, die Verbindung Quetta-Zahedan nur von zwei Zugpaaren pro Monat, dort ist es ein gemischter Zug aus Personen- und Güterwagen.
Im Güterbahnhof kann Frachtgut umgeladen werden. Der Güterverkehr wird deshalb hauptsächlich mit Containern durchgeführt. Eine Umspuranlage gibt es mangels umspurbarer Fahrzeuge nicht.

### Luftverkehr
Mit dem am östlichen Stadtrand gelegenen Flughafen Zahedan ist die Stadt an das iranische Inlandsflugnetz sowie weiteren Flugplätzen der Golfregion angeschlossen.

## Sehenswürdigkeiten
Die Makki-Moschee in Zahedan ist die größte sunnitische Moschee in Iran.